# Mariusz Woszczyński
Mariusz Woszczyński (ur. 1965 w Warszawie) – polski malarz i rysownik.
Studiował na Wydziale Malarstwa Akademii Sztuk Pięknych w Warszawie. Dyplom z wyróżnieniem uzyskał w roku 1990 w pracowni prof. Rajmunda Ziemskiego. W latach 1990–1994 pracował jako asystent na Wydziale Grafiki w pracowni malarstwa prof. Teresy Pągowskiej. Lata 1992–1993 spędził w Marsylii, gdzie odbywał staż w Ecole d`Art. Od 1996 pracuje na Wydziale Rzeźby warszawskiej ASP, a od 2007 prowadzi tam pracownię rysunku i malarstwa. W 2000 roku uzyskał stopień doktora, jego promotorem był prof. Ryszard Sekuła, a w 2008 roku uzyskał habilitację na Wydziale Malarstwa pod kierunkiem prof. Jacka Dyrzyńskiego.
Jego prace znajdują się m.in. w zbiorach Muzeum ASP i w Centrum Sztuki Galerii Studio w Warszawie. Brał udział w kilkunastu wystawach indywidualnych (Polska, Niemcy, Francja, Chile) i w kilkudziesięciu zbiorowych. Wyróżniony m.in. nagrodą Kwartalnika Exit.